# Philereme japanaria
Philereme japanaria là một loài bướm đêm trong họ Geometridae.